# 575
575 (DLXXV) var ett normalår som började en tisdag i den julianska kalendern.

## Händelser

### Juni
- 2 juni – Sedan Johannes III har avlidit året innan väljs Benedictus I till påve.[1]

### Okänt datum
- Childebert II förs till Metz och utnämns till furste över Reims.

## Födda
- Al-Khansa, arabisk poet.
- Herakleios, kejsare av Bysantinska riket

## Avlidna
- Sigibert I, frankisk kung av Austrasien sedan 561
- Hirohime, japansk kejsarinna